# Ram Katzir
Ram Katzir (Tel Aviv, 19 maart 1969) is een Nederlands/Israëlisch graficus en beeldhouwer. In 1995 studeerde hij af bij de Rietveld Academie in Amsterdam, en werkte enige tijd bij de Cooper Union in New York. Hij werkt afwisselend in Amsterdam en Beijing.
Samen met Rutger Fuchs ontwierp Ram Katzir het standbeeld Noviomagus (2004-2005), ter gelegenheid van het 2000-jarig bestaan van de stad Nijmegen. Dit monument is een 10 meter hoge zonnewijzer uit brons en graniet. Het beeld staat aan het Kelfkensbos voor Museum het Valkhof. Het wordt ook wel de godenpijler genoemd, naar de Romeinse goden en godinnen die er in reliëf op zijn afgebeeld. Het monument staat op de plaats waar de Godenpijler, een monument voor keizer Tiberius (14-37 na Christus), in 1980 is gevonden.
In 2006 werd het tweedelig reliëf De onbekende verliezer geplaatst in Amsterdam-Zuid. Op het terrein van de nieuwe Kromhoutkazerne in Utrecht voltooide hij in maart 2011 een tweetal werken: Grow, een bronzen beeld dat aanzet tot reflectie, en Bullet, een schijnbaar oneindige keten van sterk vergrote kogelpatronen.
In 2014 heeft hij het Monument Rozenoord ontworpen voor de fusilladeplaats Rozenoord in het Amsterdamse Amstelpark, bestaand uit een landschap van lege stoelen.
In 2015 werkte Katzir samen met het kunstenaarsduo Hertog Nadler aan het project Portal in Zwolle. Dit project bestaat uit een vijftal kunstwerken: een video-installatie in de reizigerstunnel van station Zwolle, een bult in de straat, een bronzen lint tussen het Stationsplein en de Zwolse binnenstad, een grote bronzen kaart van Zwolle en een tweetal audio-installaties.
In 2020 werd zijn Manna (Meerwaldtplantsoen) onthuld, in 2022 zijn Schaduwen (Olympiaplein); beide oorlogsmonumenten in Amsterdam.
Katzir exposeerde in Nederland (onder andere solo-exposities in het Amsterdamse Stedelijk Museum en het Joods Historisch Museum), België, Duitsland, Zwitserland, Polen, Litouwen, Hongarije, Israël, Singapore, Japan, Australië en de Verenigde Staten.

## Prijzen
- 1995 - Prijs van het Sandberg Instituut
- 1999 - Prijs van het VSBfonds voor Kunst en cultuur
- 2001 - Prijs van het Prins Bernhard Cultuurfonds
- 2007 - Cultuurprijs van de stad Den Haag

## Fotogalerij

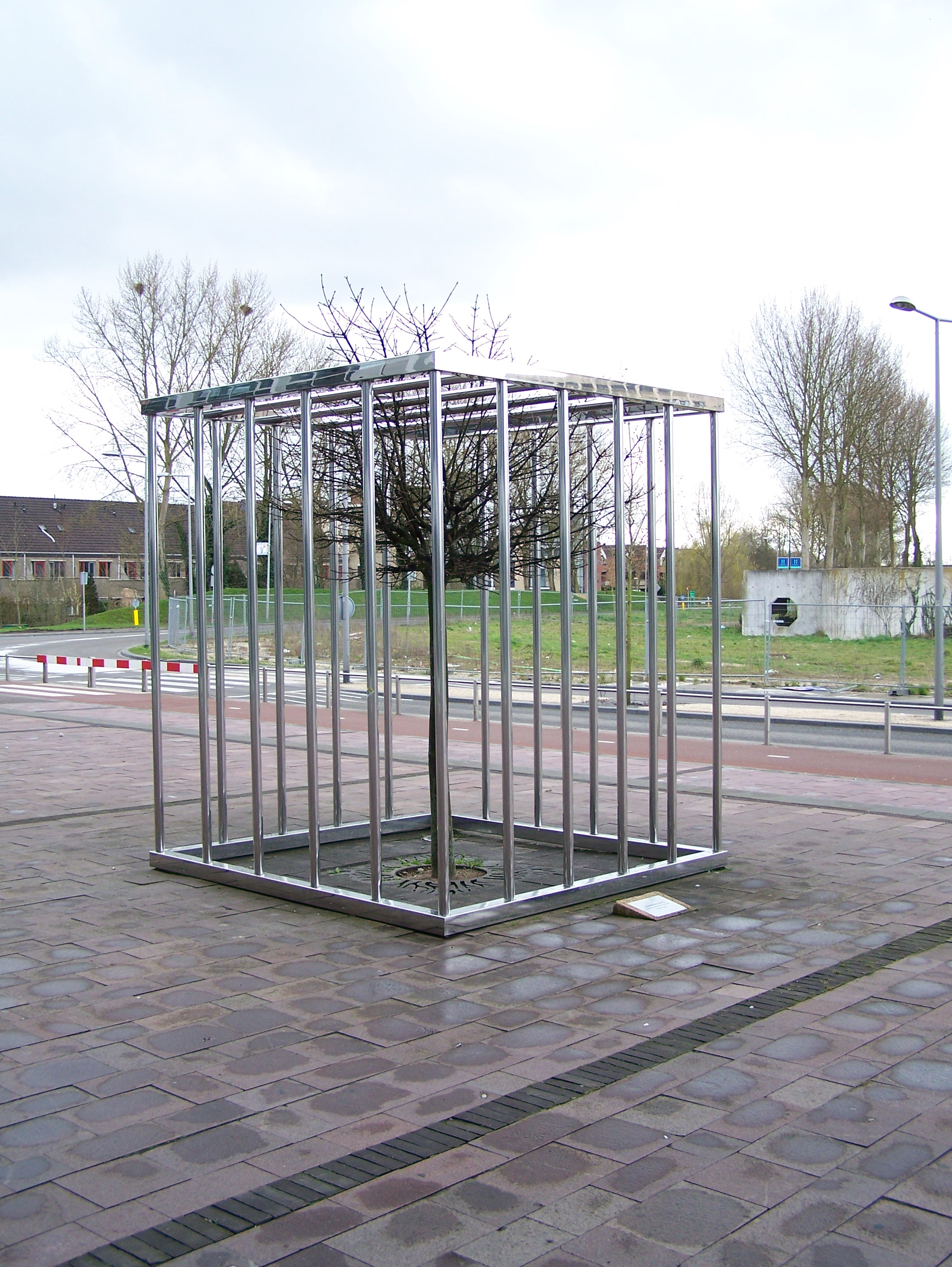
Amnestree (2004), Maarssen
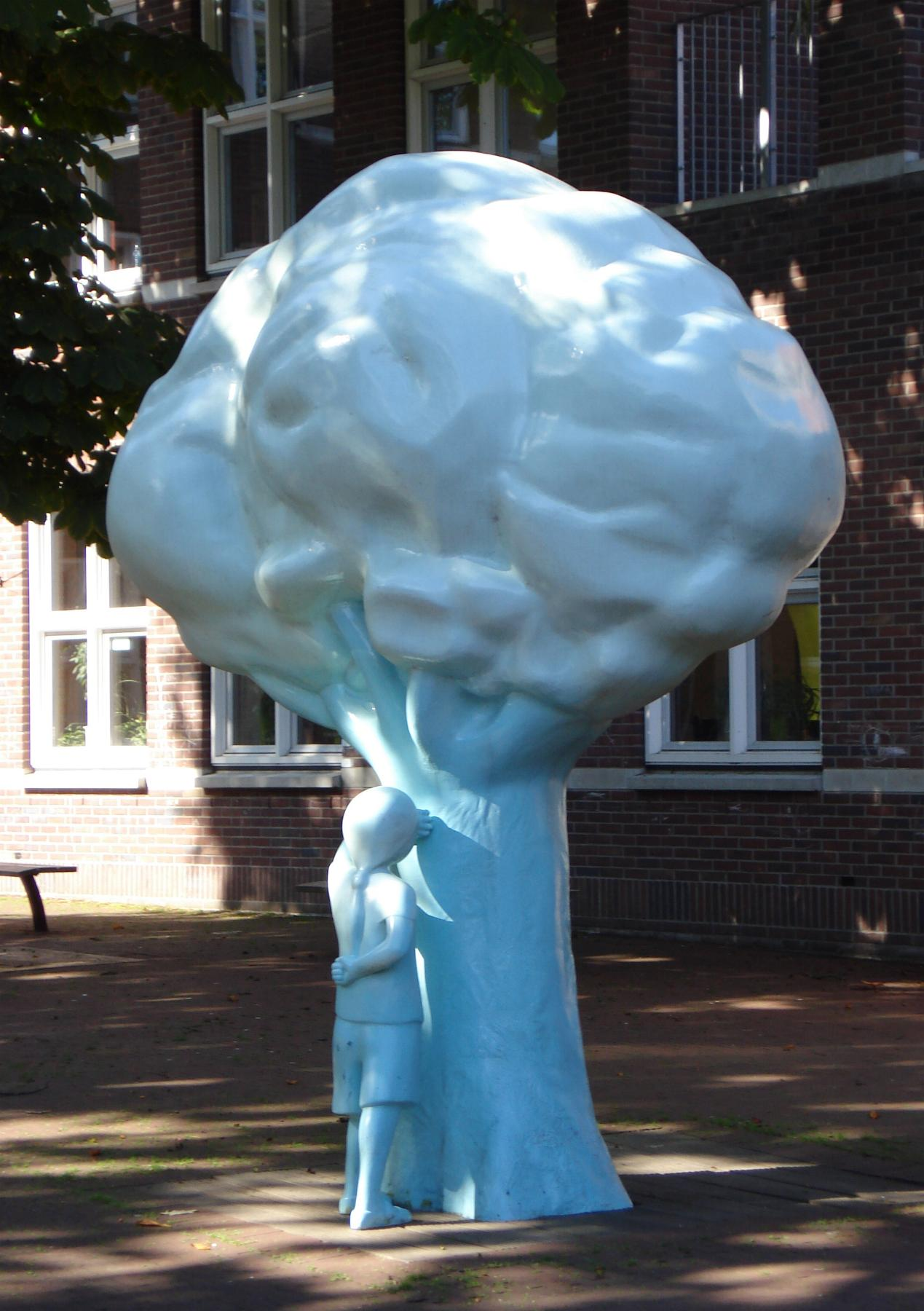
Verstoppertje (2006), Den Haag
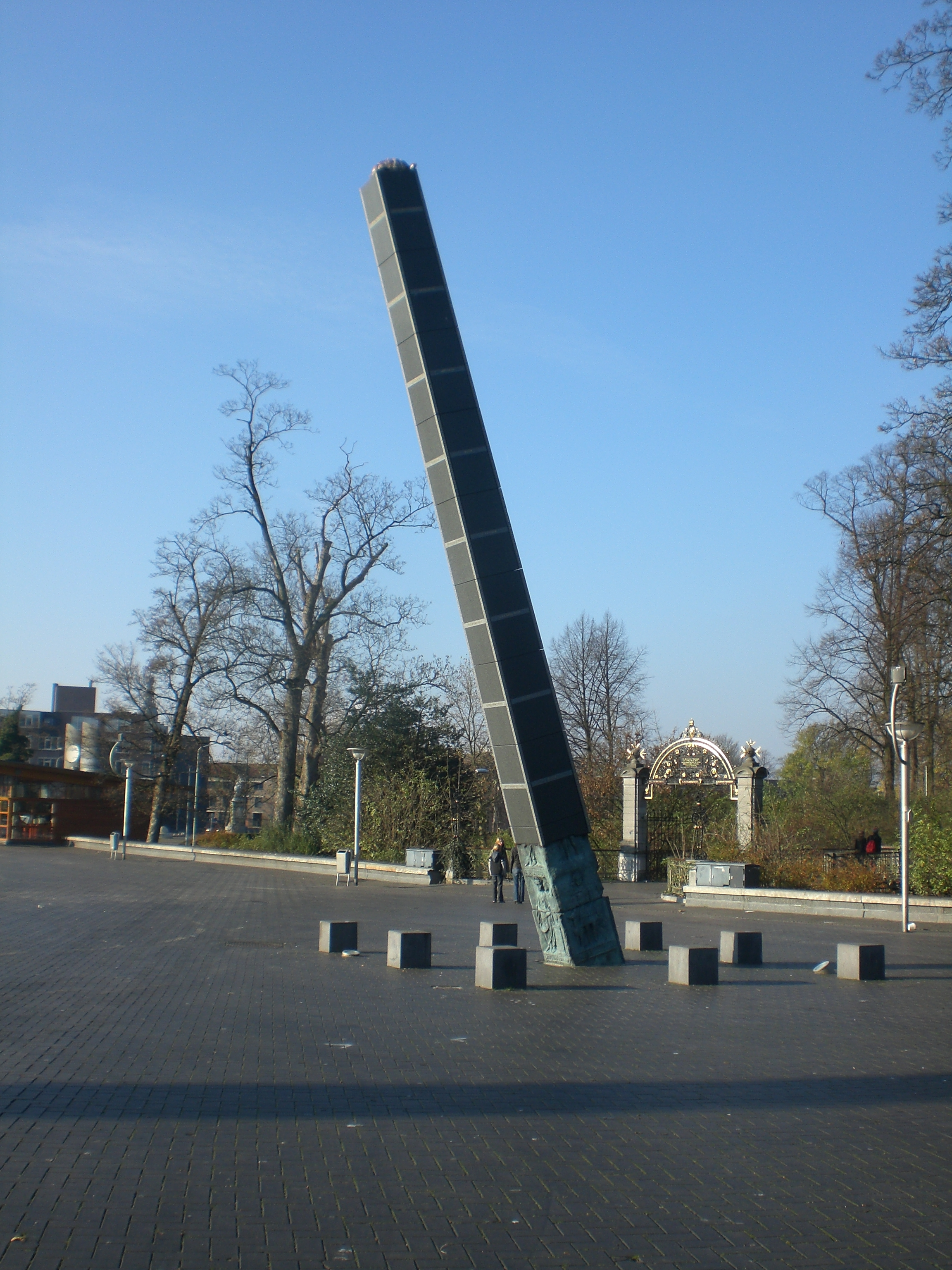
Noviomagus of Godenpijler (2006), Nijmegen
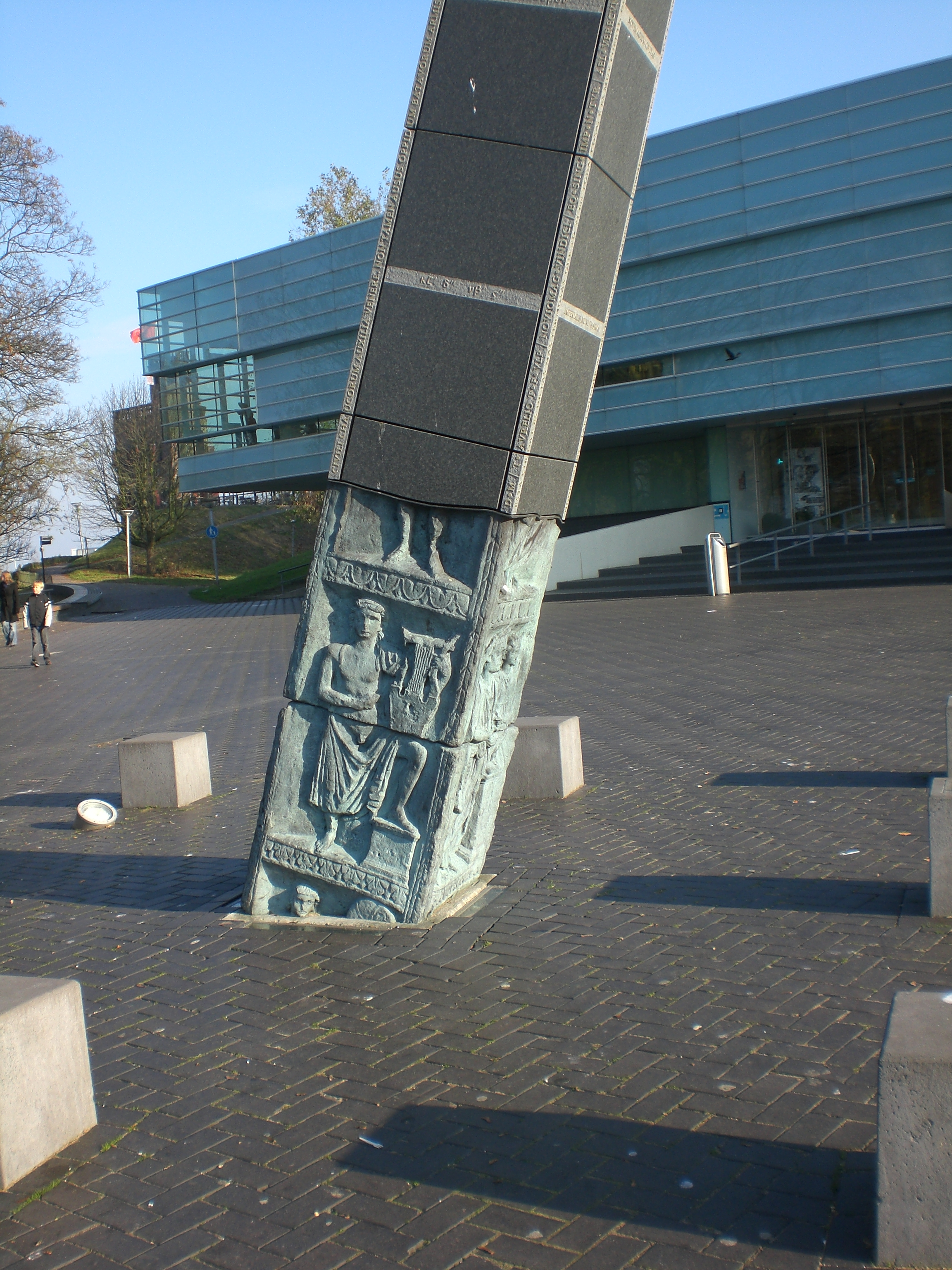
Detail van de zonnewijzer Noviomagus (2006), Nijmegen
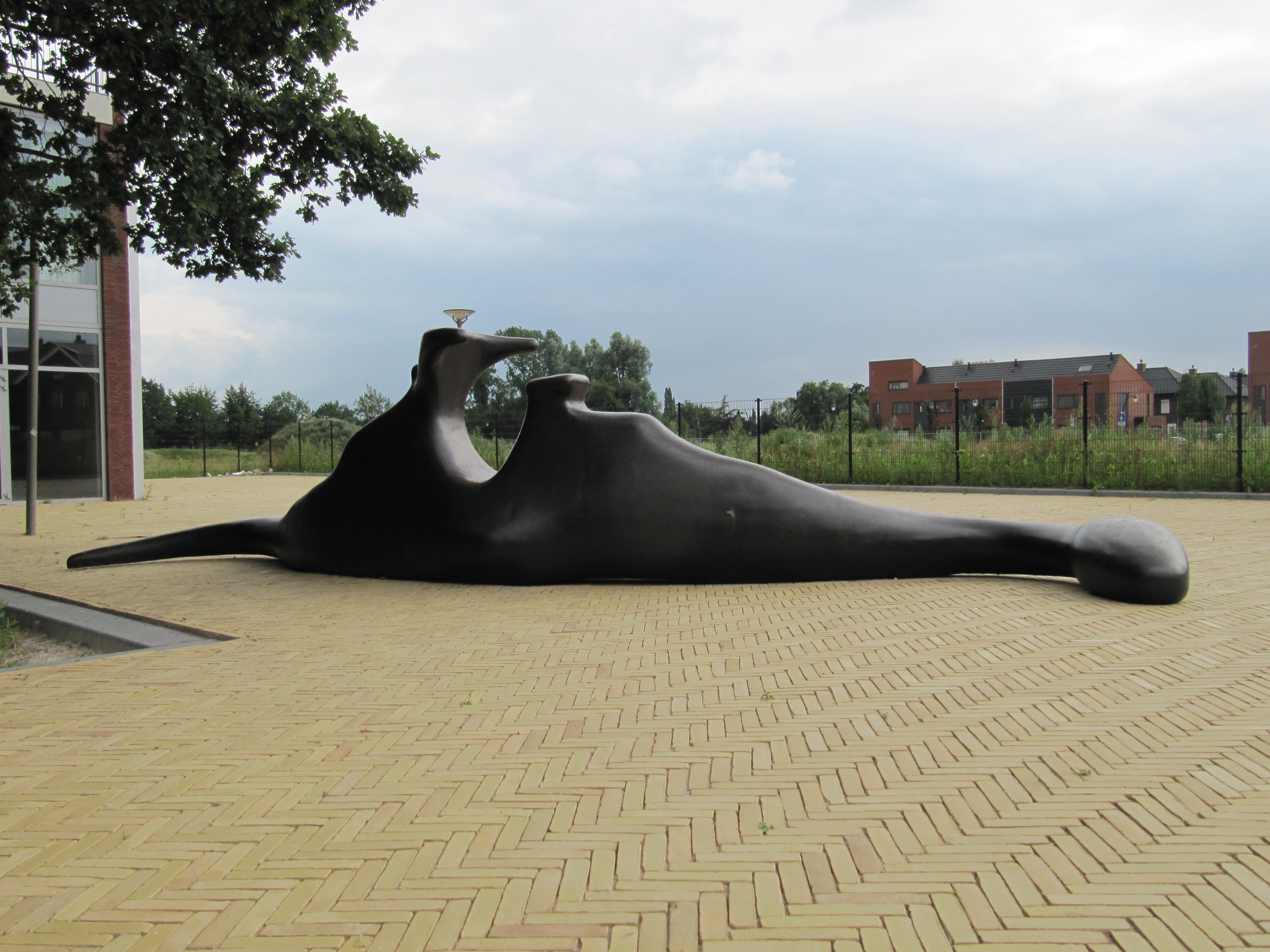
Boa eet oma (2010), Amersfoort
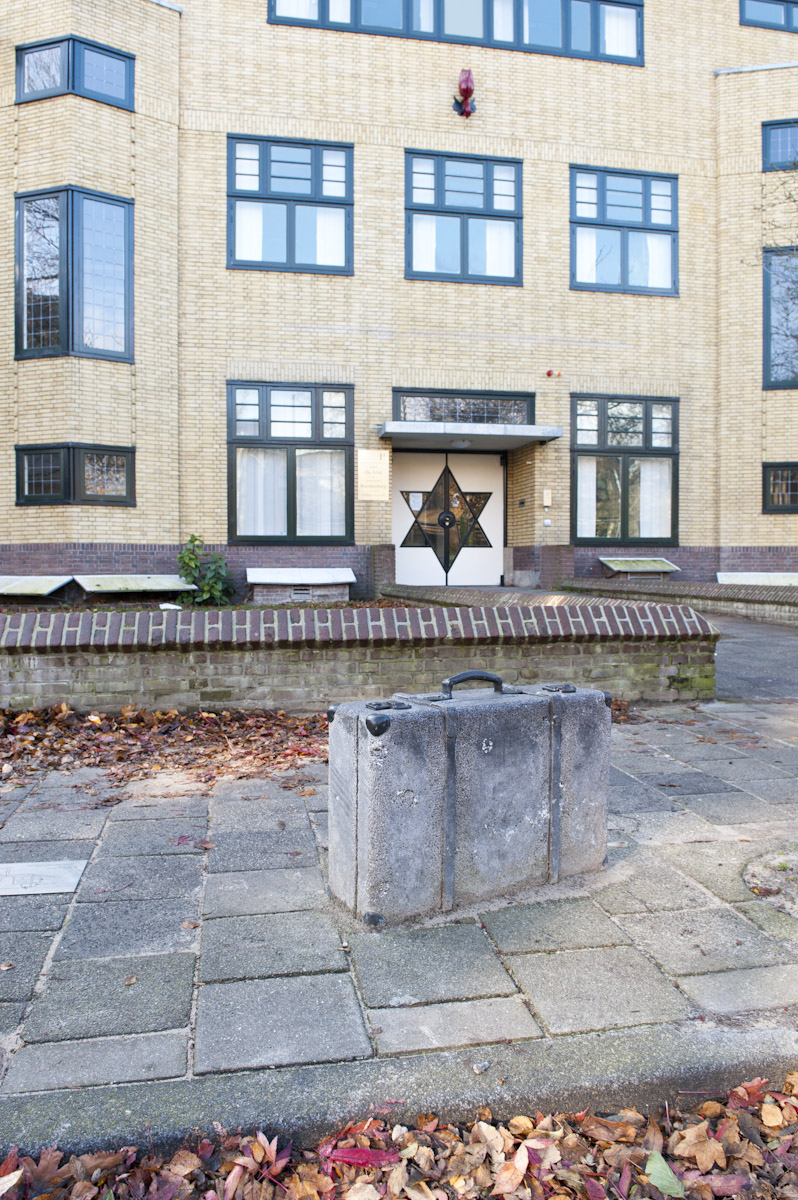
Bagage (2010), Leiden
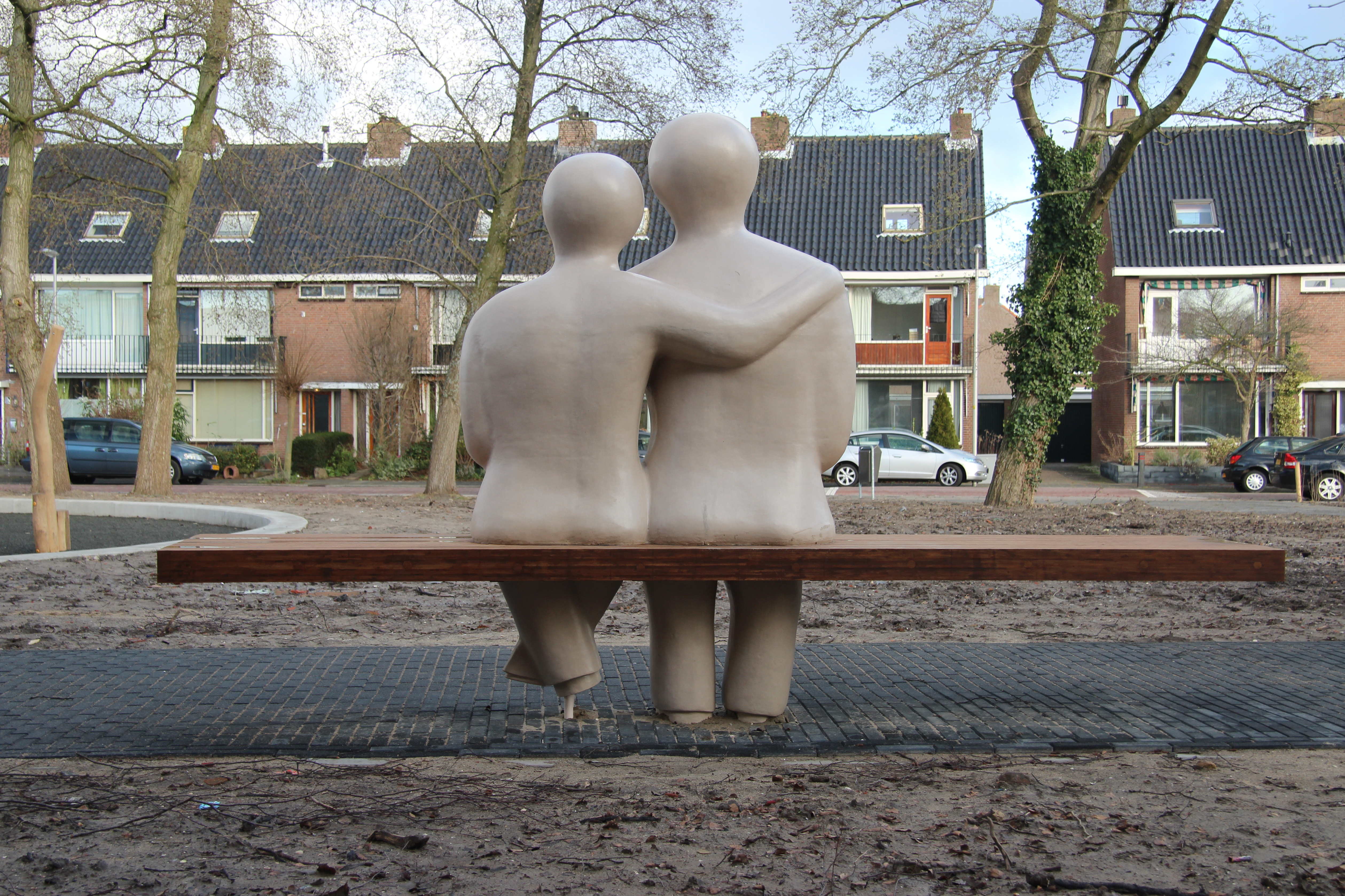
Stay (2014), Leiderdorp
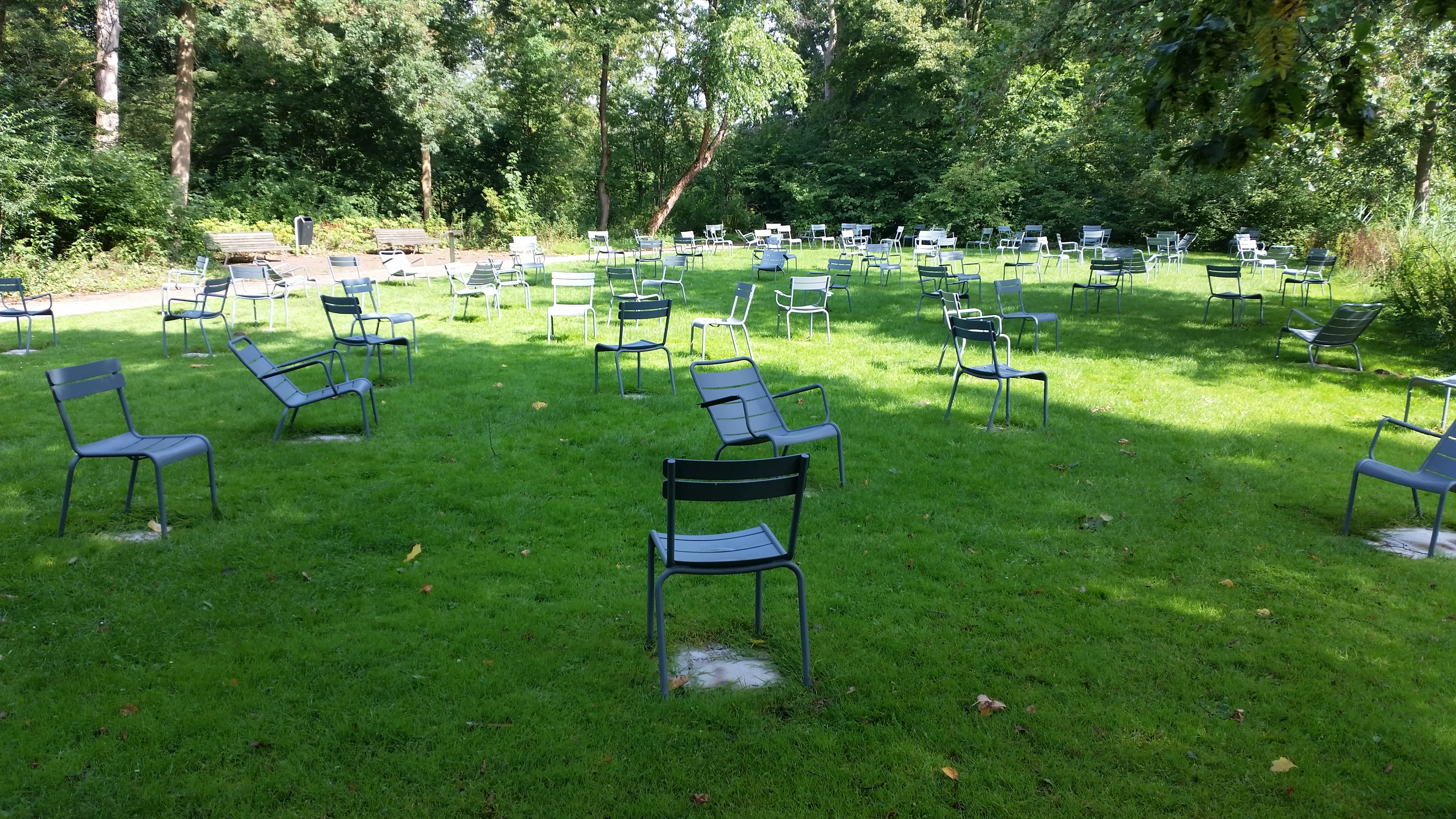
Monument Rozenoord (2014/2015), Amsterdam
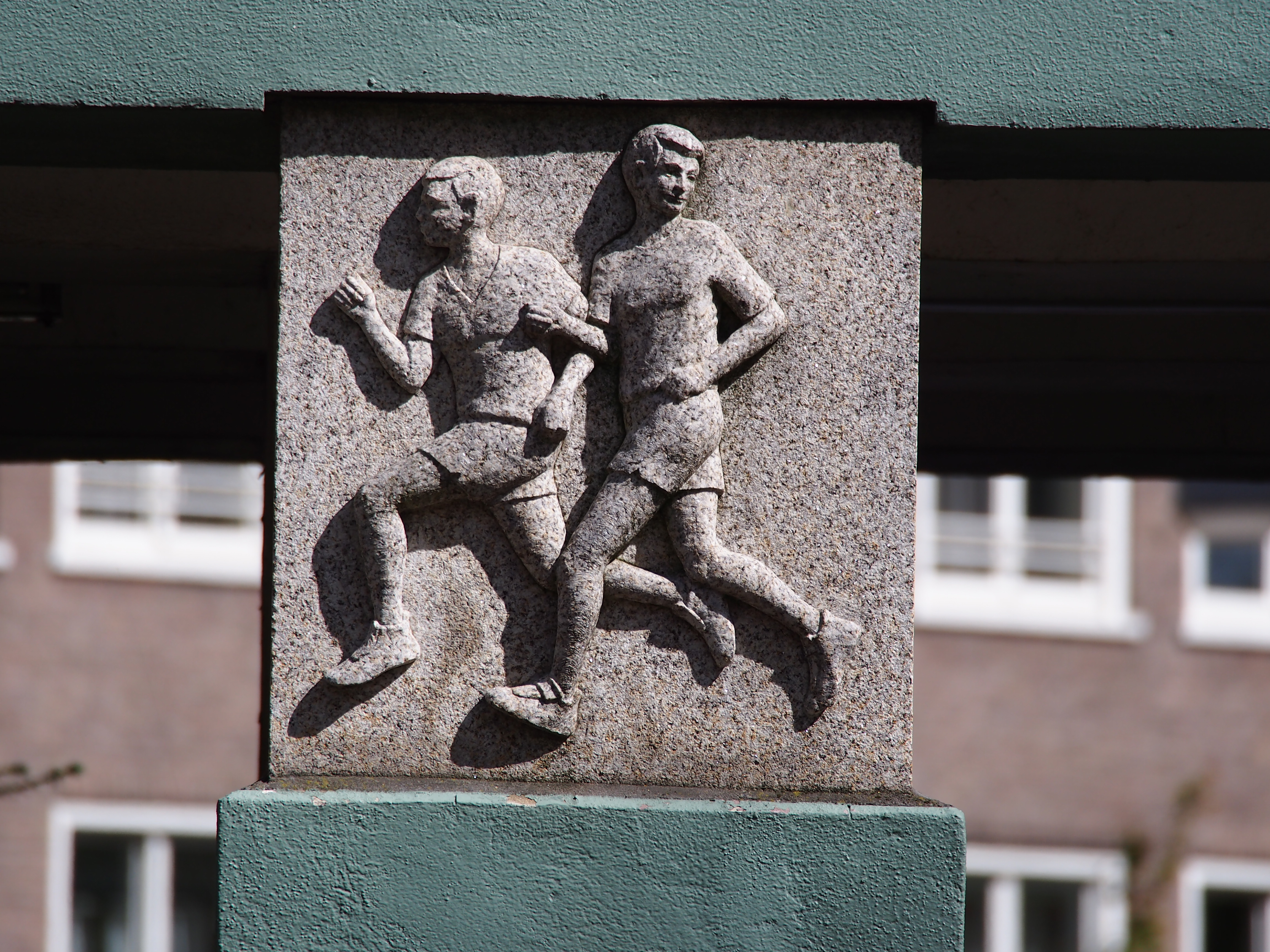
De onbekende verliezer (2017), Amsterdam
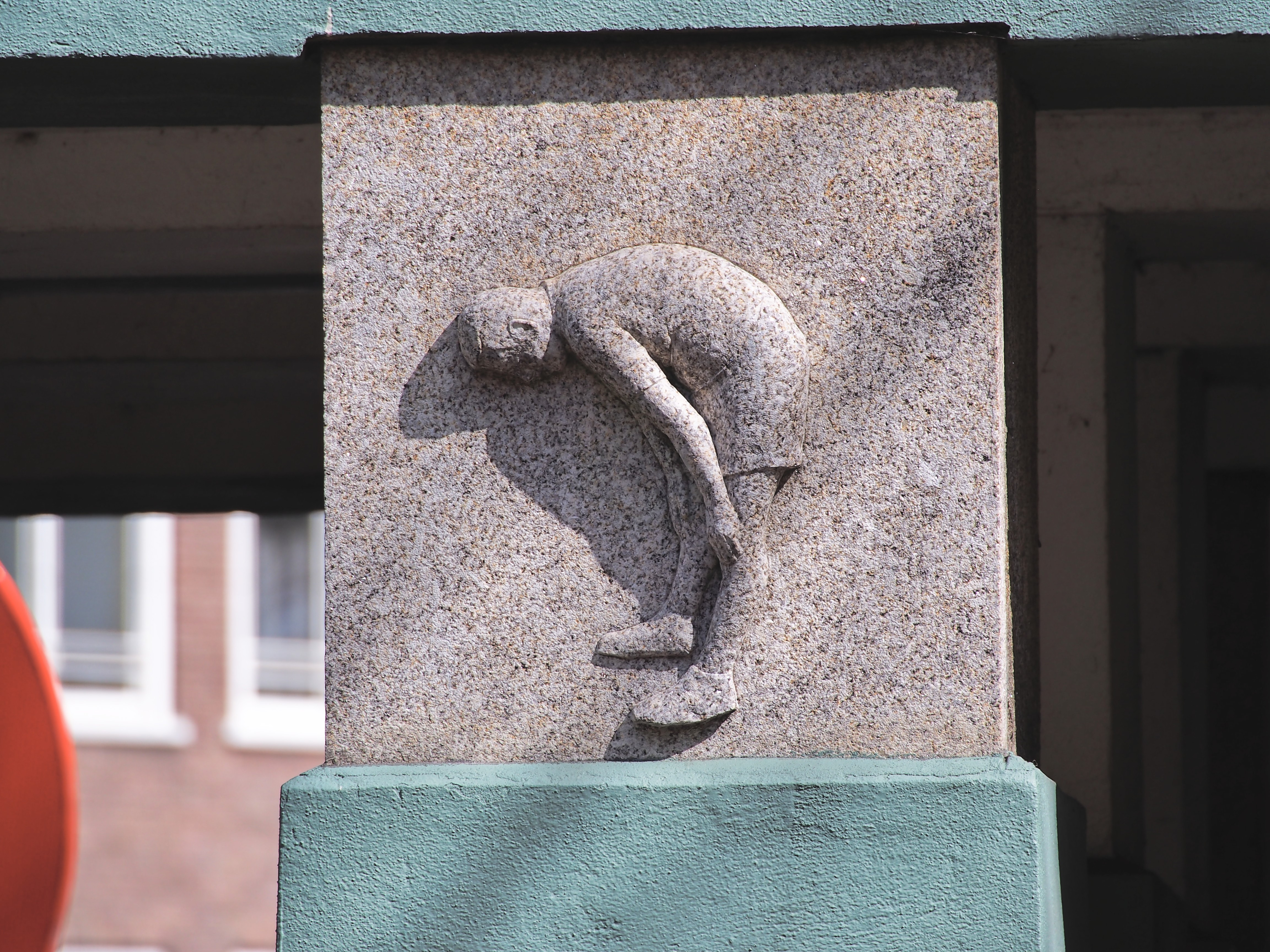
De onbekende verliezer (2017), Amsterdam
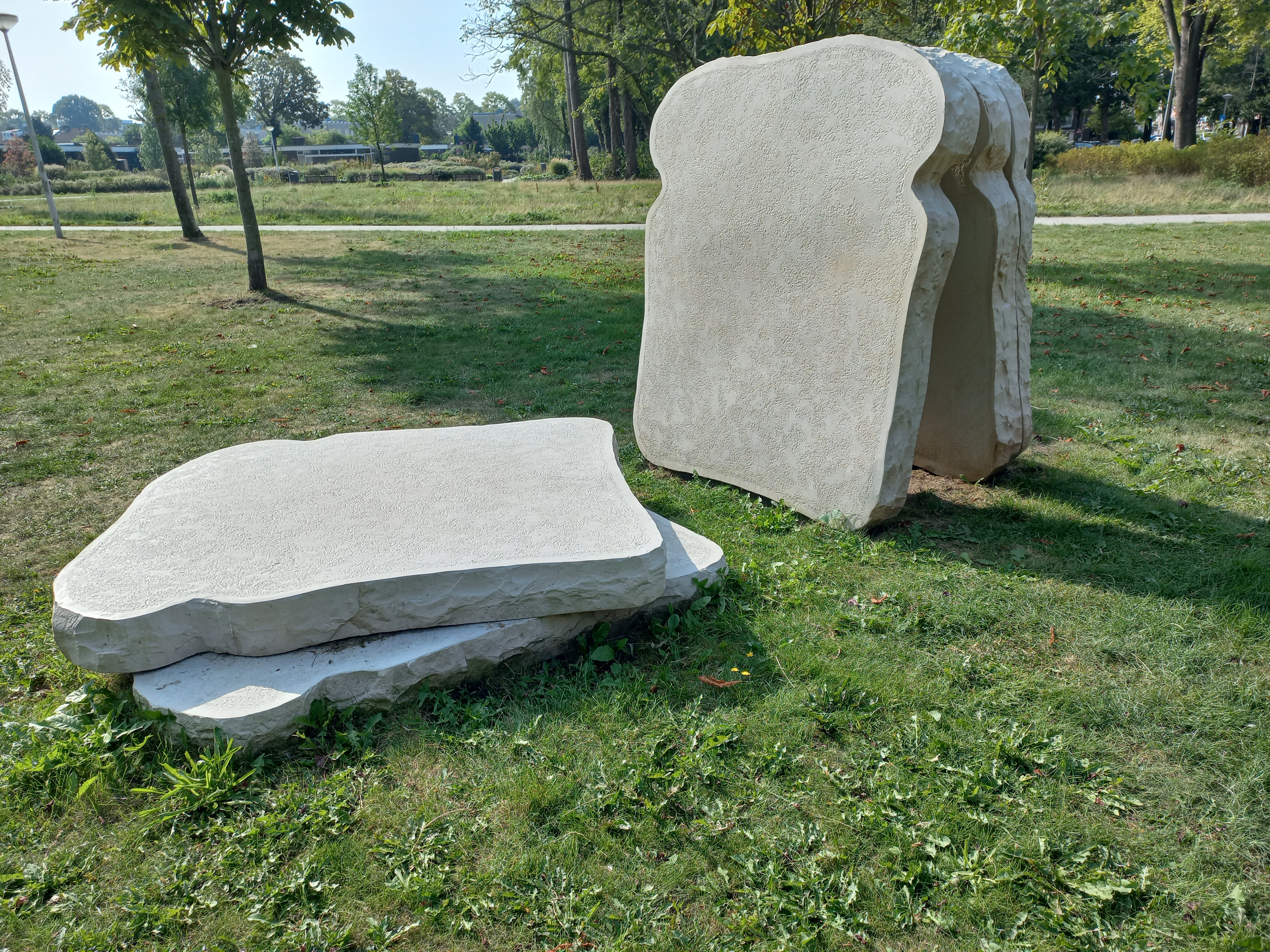
Manna (2020), Amsterdam
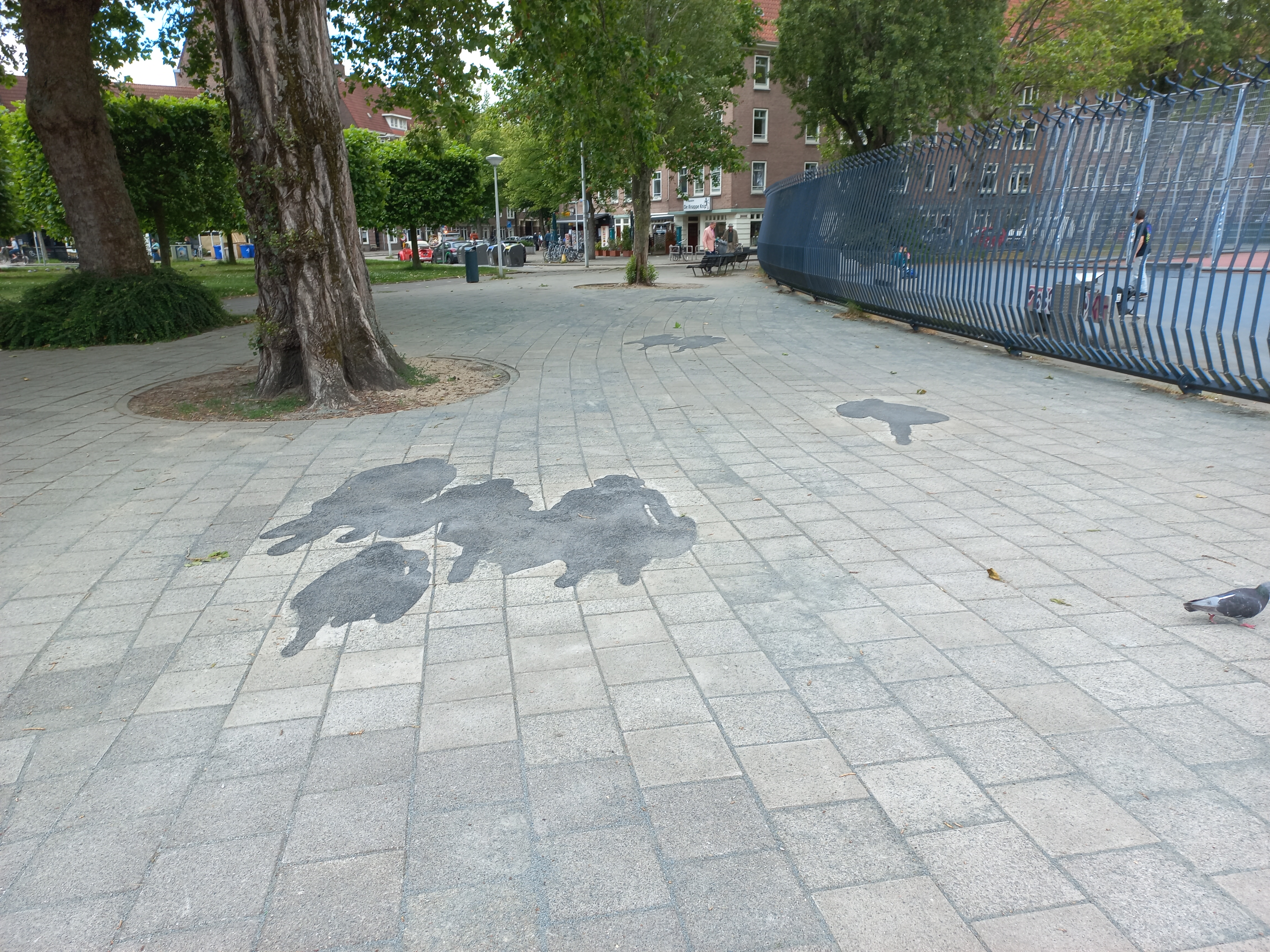
Schaduwen (2022), Amsterdam